# 8 (szám)
A 8 (nyolc) (római számmal: VIII) a 7 és 9 között található természetes szám, s egyben számjegy is. A számjegy ASCII kódja: 56 vagy 0x0038.

## A matematikában
A tízes számrendszerbeli 8-as a kettes számrendszerben 1000, a nyolcas számrendszerben 10, a tizenhatos számrendszerben 8 alakban írható fel.
A 8 páros szám, összetett szám. Kanonikus alakban a 23 szorzattal, normálalakban a 8 · 100 szorzattal írható fel. Négy osztója van a természetes számok halmazán, ezek növekvő sorrendben: 1, 2, 4 és 8.
Kettő hatványa és köbszám. Nyolcszögszám. Hétszögalapú piramisszám.
Az első pozitív egész, ami nem prím vagy félprím.
Leyland-szám, tehát felírható {\displaystyle x^{y}+y^{x}} alakban.
A számítástechnikában használt nyolcas számrendszer alapszáma. A modern számítógépekben a bájt mérete nyolc bit, amit ebben az esetben oktettnek is hívnak.
A 6. Fibonacci-szám, az 1-en kívül az egyetlen, amely köbszám.
Erősen bővelkedő szám: osztóinak összege nagyobb, mint bármely nála kisebb pozitív egész szám osztóinak összege.
Erősen tóciens szám: bármely nála kisebb számnál többször szerepel a φ(x) függvényértékek között.
Két szám, a 10 és a 49 valódiosztó-összegeként áll elő.
A 8 és a 9 Ruth–Aaron-párt alkotnak a második definíció szerint, amikor minden prímtényezőt külön számolnak.
Nyolc konvex deltaéder (háromszögek által határolt test) létezik.
A nyolcoldalú sokszöget nyolcszögnek nevezik. A nyolcszög alakú figurális számokat (a 8-at is beleértve) nyolcszögszámoknak nevezik.
A nyolclapú poliéder neve oktaéder. A kockának nyolc csúcsa van.
A szfenikus számoknak mindig pontosan 8 osztója van.

## Informatikában
8 bites architektúra

## A kémiában
- A periódusos rendszer 8. eleme az oxigén.
- A nyolcadik alkán az oktán, a benzinek egyik fontos komponense, az oktánskála alapja.

## A csillagászatban
- A Messier-katalógus 8. objektuma (M8) a Lagúna-köd.
- Az NGC-katalógus 8. objektuma (NGC-8) egy kettőscsillag.

## Nyolc tagú csoportok
- Nyolcak

## A zenében
- Beatrice: 8 óra munka
- The Beatles: Eight days a week
- Az oktáv hangköz 8 egész hangnyi távolság a hangskálán.

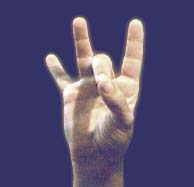
A nyolcas szám a Kanadában használatos QSL (ISO 639) jelnyelven.